# Васиштха-сиддханта
Васи́штха сиддха́нта (санскр. वसिष्ठ सिद्धान्त, IAST: Vasiṣṭha siddhānta, «Учение мудреца Васиштхи») — одна из самых ранних астрономических систем, используемых в Индии, которая кратко описана Варахамихирой в астрономическом сборнике книг «Панча сиддхантика». Трактат, включающий пять сиддхант, датируемый приблизительно 575 годом. Трактат содержит извлечения из древнеиндийских астрономических книг, считающихся в настоящее время утраченными. Пятая сиддханта (книга) приписывается мудрецу Васиштха и претендует на вероятную дату в 1 299 101 г. до н. э. Позднее средневековый учёный и мыслитель Аль-Бируни в своей книге «Об индийских рашиках» приписывает эту сиддханту Вишнучандре.
Кроме того, существует современное произведение под названием «Васиштха сиддхантика».